# Colpo di Stato in Azerbaigian del 1993
Il colpo di stato in Azerbaigian del 1993 fu guidato da una milizia del comandante militare Surət Hüseynov, che rovesciò dal potere Əbülfəz Elçibəy e portò al potere Heydər Əliyev.

## Contesto
All'indomani del crollo dell'Unione Sovietica, l'Azerbaigian dichiarò la sua indipendenza che fu riconosciuta dalla comunità internazionale dalla fine del 1991. Il periodo successivo all'indipendenza fu caotico, con il nuovo stato coinvolto in un conflitto con l'Armenia per il controllo dell'enclave azera a maggioranza armena del Nagorno Karabakh. Nel giugno 1992 Əbülfəz Elçibəy fu eletto democraticamente come presidente. Fu il primo leader non comunista del paese.

## Eventi del 1993
Nel 1993, l'Azerbaigian sembrava essere sull'orlo della guerra civile a causa dei disastri militari nella guerra contro l'Armenia. Il presidente Əbülfəz Elçibəy congedò dall'esercito un comandante ex comunista, Surət Hüseynov, a causa dei suoi fallimenti militari. Surət Hüseynov, tornato nella sua provincia natale, armò una milizia (probabilmente con l'aiuto dell'esercito russo). Le forze dell'esercito inviate dal governo guidate dal ministro della Difesa Dadaş Rzayev con l'intento di disarmare la milizia di Hüseynov furono sconfitte il 4 giugno 1993. L'evento precipitò in una crisi di governo e l'ex comandante marciò da Gəncə verso Baku con i suoi soldati, creando il panico all'interno del potere politico.
Abülfaz Elçibay fuggì dalla capitale e si formò un'alleanza tra l'autore del colpo di stato, Surət Hüseynov, e un altro personaggio politico, Heydər Əliyev, vicepresidente del parlamento dell'Azerbaigian, ma anche ex generale del KGB, ex membro del Politburo sovietico (primo musulmano in questa funzione) ed ex vice primo ministro dell'URSS, licenziato da Michail Gorbačëv. Heydər Əliyev era de facto capo di stato ad interim e tornò in prima fila, affermandosi come il nuovo uomo forte. Divenne Presidente del Parlamento dell'Azerbaigian 15 giugno 1993. Nove giorni dopo, l'assemblea parlamentare lo elesse presidente ad interim dello stato. Hüseynov ottenne la carica di primo ministro.

Heydər Əliyev fu eletto definitivamente Presidente della Repubblica dell'Azerbaigian a suffragio universale il 3 ottobre 1993 e si insediò il 10. Annunciò di voler prevenire la guerra civile, riconquistare la terra persa in Nagorno Karabach nel conflitto con l'Armenia, garantire l'integrità territoriale dell'Azerbaigian e rispettare la libertà di espressione e i diritti umani. Specificò, però, in merito a una possibile opposizione politica:

## Eventi successivi dei protagonisti della crisi
Heydər Əliyev portò a una forte stabilità politica, rimanendo Presidente della Repubblica dell'Azerbaigian dall'ottobre 1993 all'ottobre 2003, con un regime autoritario segnato da un culto della personalità nei suoi riguardi. Incoraggiò gli investimenti esteri e soppresse ogni opposizione politica. Fu rieletto nel 1998 con una forte maggioranza, con la maggior parte dei partiti di opposizione che boicottò il voto (il Consiglio d'Europa dichiarò che questa elezione non soddisfaceva gli standard internazionali). Ottenne una tregua con l'Armenia nel 1994, ma non ridusse la ribellione nell'enclave armena del Nagorno Karabach. La sua salute peggiorò dal 1999 (all'epoca aveva 76 anni). Nel 2003 rinunciò alle elezioni presidenziali, ma nominò suo figlio, İlham Əliyev, candidato alla presidenza della Repubblica, che in seguito fu eletto. Heydar Aliyev morì nel dicembre 2003.
L'ex presidente, Əbülfəz Elçibəy, si rifugiò nella sua regione del Naxçıvan. Nel 1997 Elçibəy tornò a Baku per cercare di riprendere un ruolo politico, criticando il presidente Əliyev, processato nel 1999 per aver denunciato il sostegno di Əliyev al PKK, ma il processo si concluse con un licenziamento. Malato, Elçibəy lasciò il paese e morì ad Ankara, in Turchia, di cancro alla prostata nell'agosto 2000. Elçibəy fu sempre politicamente vicino alla Turchia.
Il nuovo primo ministro, Hüseynov, venne licenziato dal suo incarico nell'ottobre 1994 dal presidente Əliyev che lo accusò di tentato golpe. Hüseynov si rifugiò in Russia, ma fu restituito all'Azerbaigian nel 1996. Fu messo sotto processo per tentato colpo di stato, tentato omicidio del presidente, contrabbando di armi, traffico di droga, creazione di una milizia armata, ammutinamento e infine alto tradimento. Fu condannato all'ergastolo dalla Corte suprema azera il 15 febbraio 1999, e venne graziato nel 2004.